# 凹顶姬蜂属
凹顶姬蜂属（学名：Psilomastax）是姬蜂科下的一个属。

## 下属物种
本属包括以下物种：
- 锥盾凹顶姬蜂 Psilomastax pyramidalis Tischbein, 1868